# Arrondissement Bastenaken
Het arrondissement Bastenaken is een van de vijf arrondissementen van de provincie Luxemburg. Het arrondissement heeft een oppervlakte van 1046,60 km² en telde 51.132 inwoners op 1 januari 2025.
Het arrondissement is enkel een bestuurlijk arrondissement. Gerechtelijk behoren de gemeenten Gouvy, Houffalize en Vielsalm tot het gerechtelijk arrondissement Marche-en-Famenne terwijl de overige gemeenten tot het gerechtelijk arrondissement Neufchâteau behoren.

## Geschiedenis
Het arrondissement Bastenaken ontstond in 1823 door de samenvoeging van de kantons Bastenaken, Fauvillers, Houffalize en Sibret van het arrondissement Neufchâteau samen met een aantal gemeenten uit de arrondissementen Marche-en-Famenne en Diekirch.
In 1843, bij de definitieve vastlegging van de grens met het Groothertogdom Luxemburg werden een aantal kleinere gebiedsdelen hiervan aangehecht.
In 1905 waren er grenswijzigingen tussen de gemeenten Tintange en Villers-la-Bonne-Eau enerzijds en enkele Luxemburgse gemeenten anderzijds.
In 1977 werden de toenmalige opgeheven gemeenten Juseret en Lavacherie aangehecht van het arrondissement Neufchâteau. Aan het arrondissement Verviers werd de toernmalige opgeheven gemeente Arbrefontaine afgestaan. Verder werd er een gebiedsdeel van datzelfde arrondissement aangehecht. Ten slotte werd er een gebiedsdeel van Flamièrge afgestaan aan het arrondissement Marche-en-Famenne.

## Gemeenten en deelgemeenten
| Gemeenten: | | |
| - Bastenaken (stad) - Fauvillers | - Gouvy - Houffalize (stad) - Sainte-Ode                                                                                       | - Vaux-sur-Sûre - Vielsalm |
| Deelgemeenten: | | |
| - Amberloup - Bastenaken - Beho - Bertogne - Bihain - Bovigny - Cherain - Fauvillers - Flamierge - Grand-Halleux - Hollange - Hompré | - Houffalize - Juseret - Lavacherie - Limerlé - Longchamps - Longvilly - Mabompré - Mont - Montleban - Morhet - Nadrin - Nives | - Noville - Petit-Thier - Sibret - Tailles - Tavigny - Tillet - Tintange - Vaux-lez-Rosières - Vielsalm - Villers-la-Bonne-Eau - Wardin - Wibrin |

## Demografische evolutie
- Bron:NIS - Opm:1830 t/m 1980=volkstellingen; vanaf 1990= inwoneraantal per 1 januari

| Inwoners van jaar tot jaar op 1 januari 1992 tot heden | Inwoners van jaar tot jaar op 1 januari 1992 tot heden | Inwoners van jaar tot jaar op 1 januari 1992 tot heden |
| Jaar                                                   | Aantal                                                 | Evolutie: 1992=index 100                               |
| ------------------------------------------------------ | ------------------------------------------------------ | ------------------------------------------------------ |
| 1992                                                   | 38.047                                                 | 100,0                                                  |
| 1993                                                   | 38.382                                                 | 100,9                                                  |
| 1994                                                   | 38.558                                                 | 101,3                                                  |
| 1995                                                   | 39.047                                                 | 102,6                                                  |
| 1996                                                   | 39.210                                                 | 103,1                                                  |
| 1997                                                   | 39.536                                                 | 103,9                                                  |
| 1998                                                   | 39.859                                                 | 104,8                                                  |
| 1999                                                   | 40.114                                                 | 105,4                                                  |
| 2000                                                   | 40.574                                                 | 106,6                                                  |
| 2001                                                   | 41.103                                                 | 108,0                                                  |
| 2002                                                   | 41.505                                                 | 109,1                                                  |
| 2003                                                   | 41.906                                                 | 110,1                                                  |
| 2004                                                   | 42.097                                                 | 110,6                                                  |
| 2005                                                   | 42.466                                                 | 111,6                                                  |
| 2006                                                   | 42.801                                                 | 112,5                                                  |
| 2007                                                   | 43.444                                                 | 114,2                                                  |
| 2008                                                   | 44.005                                                 | 115,7                                                  |
| 2009                                                   | 44.555                                                 | 117,1                                                  |
| 2010                                                   | 45.061                                                 | 118,4                                                  |
| 2011                                                   | 45.453                                                 | 119,5                                                  |
| 2012                                                   | 45.705                                                 | 120,1                                                  |
| 2013                                                   | 46.185                                                 | 121,4                                                  |
| 2014                                                   | 46.366                                                 | 121,9                                                  |
| 2015                                                   | 46.857                                                 | 123,2                                                  |
| 2016                                                   | 47.319                                                 | 124,4                                                  |
| 2017                                                   | 47.844                                                 | 125,7                                                  |
| 2018                                                   | 48.183                                                 | 126,6                                                  |
| 2019                                                   | 48.413                                                 | 127,2                                                  |
| 2020                                                   | 49.083                                                 | 129,0                                                  |
| 2021                                                   | 49.352                                                 | 129,7                                                  |
| 2022                                                   | 49.937                                                 | 131,3                                                  |
| 2023                                                   | 50.485                                                 | 132,7                                                  |
| 2024                                                   | 50.851                                                 | 133,7                                                  |
| 2025                                                   | 51.132                                                 | 134,4                                                  |

Aalst · Aarlen · Aat · Antwerpen · Bastenaken · Bergen · Borgworm · Brugge · Brussel-Hoofdstad · Charleroi · Dendermonde · Diksmuide · Dinant · Doornik-Moeskroen · Eeklo · Gent · Halle-Vilvoorde · Hasselt · Hoei · Ieper · Kortrijk · La Louvière · Leuven · Luik · Maaseik · Marche-en-Famenne · Mechelen · Namen · Neufchâteau · Nijvel · Oostende · Oudenaarde · Philippeville · Roeselare · Sint-Niklaas · Thuin · Tielt · Tongeren · Turnhout · Verviers · Veurne · Virton · Zinnik